# Ромигайло Петро Дмитрович
Петро́ Дми́трович Ромига́йло (нар. 6 квітня 1966, Балин, Вінницька область) — український воєначальник, генерал-майор Збройних сил України, учасник російсько-української війни. Лицар ордена Богдана Хмельницького II та III ступенів.

## Життєпис
Петро Ромигайло народився 6 квітня 1966 року в селі Балин, нині Літинської громади Вінницького району Вінницької области України.
Проходив строкову службу в смт Тіксі в Якутії. Згодом став командиром відділення.
Як найкращому випускникові Ленінградського військового училища імені Кірова надали право обрати подальше місце служби. Тоді лейтенант Петро Ромигайло вибрав Прикарпатський воєнний округ (м. Мукачево). У 1990 році був відряджений на Кубу, де командував взводом, ротою, керував у частині фізичною підготовкою та спортом.
1993 року повернувся в Україну та розпочав службу в 820-му мотострілецькому полку Збройних сил України. Пройшов шлях від командира взводу до командира полку.
У 2004 році після розформування полку переведений на посаду начальника штабу 128-ї окремої гірсько-штурмової бригади.
У 2005 році призначений командиром 354-го навчального полку в Десні. У 2007—2010 роках командир 128 ОГШБр.
У 2011 році, закінчивши Національний університет оборони імені Івана Черняховського, став заступником начальника штабу 8-го армійського корпусу. На початку 2014 року призначений начальником штабу цього ж військового з'єднання.
Станом на 2015 рік заступник командувача ОК «Захід».
Від 2017 року начальник штабу — заступник командувача військ ОК «Північ». Під час повномасштабного російського вторгнення в Україну 2022 року брав участь в обороні Чернігова.

## Нагороди
- орден Богдана Хмельницького II ступеня (21 квітня 2022) — за особисту мужність і самовіддані дії, виявлені у захисті державного суверенітету та територіальної цілісності України, вірність військовій присязі[4];
- орден Богдана Хмельницького III ступеня (10 березня 2022) — за особисту мужність і самовіддані дії, виявлені у захисті державного суверенітету та територіальної цілісності України, вірність військовій присязі[5].

## Військові звання
- генерал-майор (нині);
- лейтенант (1989).